# Riu Buenaventura
El riu Buenaventura, també conegut com el riu fantasma, va ser un riu fictici que es va localitzar originalment a l'actual territori dels Estats Units d'Amèrica, però mai va existir. Una confusió va contribuir al desenvolupament de l'error: l'expedició de dos pares franciscans espanyols, Francisco Antanasio Domínguez i Silvestre Vélez de Escalante, havia intentat trobar el 1776 una via entre Santa Fe (Nou Mèxic) llavors territori espanyol fins a Monterey, Califòrnia, igualment espanyol. Avançaven com els primers blancs pel nord-oest de Nou Mèxic i van descobrir el riu Green, al que ells van denominar com rio San Buenaventura. Més lluny, a l'oest, van trobar el riu Silver, que el van prendre el mateix riu i van concloure que prenia una direcció cap al sud-oest i s'encaminava cap a l'oceà Pacífic. No van arribar més lluny a l'oest, sense poder complir el seu propòsit.

## La cerca d'una comunicació fluvial transcontinental
Fins molt entrat el segle xviii, l'interès dels britànics en l'explotació de l'oest de l'Amèrica del Nord encara no s'ajustava a fer habitable la colònia, si no a buscar un camí comercial entre els centres del nord-est del continent i l'Índia. L'única possibilitat utilitzable per aquesta ruta portava prop del cap Hoorn, a l'extremo d'Amèrica del Sud, i significava un viatge d'una duració de gairebé un any. L'exploració d'un passatge des del nord de l'Oest naufragava en el gel àrtic. Un riu d'aigües navegables en l'Amèrica central, seria una solució ideal. Si no hi era, la via terrestre entre rius utilitzables hauria de ser el més curt possible. Els espanyols havien trobat ja el 1531, amb Hernán Cortés, una comunicació entre Veracruz, en el golf de Mèxic, passant per la ciutat de Mèxic a Zacatula i Acapulco, fins al Pacífic i havien justificat amb ell la seva hegemonia en aquest oceà.
Les primeres expedicions a les muntanyes van fracassar. El 1793, Alexander Mackenzie a les ordres de la Companyia de la Badia de Hudson britànica, va ser el primer blanc que va aconseguir arribar la costa del Pacífic per via terrestre, des del nord, el que més tard serà Canadà.

## John Charles Frémont
El fabricador de trampes i descobridor Jedediah Smith va passar la temporada de 1823/24 pel pas sud (South Pass) sobre la divisòria continental de les Amèriques, en les muntanyes Rocoses, i va explorar junt amb els seus acompanyants, com primers nord-americans, els rius del vessant occidental. El 1827 van travessar Serra Nevada i el desert, com primers blancs. La situació del desert feia improbable trobar un riu que fluís des de les muntanyes Rocoses cap a l'oest. En els anys 1827/28 va entrar en les valls centrals de Califòrnia cap al nord, travessant la regió en què se suposava que estava el riu Buenaventura.
Només en 1844 l'expedició de mesura geogràfica de John Charles Frémont va confirmar la no existència del riu. Frémont va constatar, de maig a octubre de 1842, acompanyat pels guies Thomas Fitzpatrick i Kit Carson, la situació exacta dels punts centrals de les muntanyes Rocoses i va avançar després cap a l'oest. En 1843-1844 va establir mesuraments al riu Columbia i també a Serra Nevada i en diferents parts de Califòrnia. A causa d'alguns errors de mesura al riu Walker, va creure transitòriament trobar el riu Buenaventura el 27 de gener de 1844, però va descobrir el mateix 28 de gener el seu error.
Quan va estar clar que no hi havia cap camí fluvial, Frémont i el seu sogre i patrocinador polític, el senador Thomas Hart Benton, van dirigir el seu interès cap al transport ferroviari intercontinental, des de l'est a la costa Oest, que va ser una realitat, finalment, el 1869.

## Geografia de l'oest
Només Frémont va reconèixer que les precipitacions de les muntanyes Rocoses fluïen majoritàriament cap a l'est, aconseguint finalment el riu Missouri i el riu Mississipi, mentre que a l'oest es trobava el desert, buit d'aigües fluvials. Gairebé tots els rius del flanc oest flueixen cap al sud, pel riu Green fins al riu Colorado, o cap al nord-oest, pel riu Snake fins al riu Columbia, i només petites vies d'aigua desembocaven directament a l'oest, a la zona dels grans llacs i del Lago Salado.